# 細野浩之
細野 浩之（ほその ひろゆき、1960年〈昭和35年〉5月4日 - ）は、日本の実業家。竹田iPホールディングス株式会社代表取締役社長COO兼CFO、全社統括兼人事総務本部長。竹田印刷代表取締役社長。

## 経歴
神奈川県出身。1983年3月、中央大学法学部卒業。
1983年4月、株式会社東海銀行（現　三菱UFJ銀行）入行。
2002年1月、UFJ銀行　審査第一部　審査役。2006年1月、三菱東京UFJ銀行　融資部　次長。
2009年2月、同行　新小岩支店長。2010年10月、同行　札幌支店長。
2012年7月、竹田印刷（以下同社）入社。同社　執行役員　関東管理部　担当部長
2013年4月、同社　執行役員　関東管理部長。
2018年4月、同社　上席執行役員　経営統括本部　副本部長。
2019年4月、同社　上席執行役員　経営統括本部長。
2019年6月、同社　取締役　経営統括本部長。
2021年6月、同社　取締役　常務執行役員　経営統括本部長。
2023年4月、竹田iPホールディングス株式会社に社名変更。
　　　　　　同社　常務取締役　CFO　経営統括本部長。
　　　　　　（新）竹田印刷　取締役　常務執行役員。
2024年4月、 同社　常務取締役　CFO　全社統括　兼　人事総務本部長。
2025年4月、 同社　代表取締役社長　COO　兼　CFO、全社統括　兼　人事総務本部長。
　　　              　　　竹田印刷株式会社代表取締役社長。